# Dieter Przewdzing
Dieter Josef Przewdzing (ur. 24 lutego 1944 w Rozwadzy, zm. 18 lutego 2014 w Krępnej) – polski polityk samorządowy niemieckiego pochodzenia, burmistrz Zdzieszowic.

## Życiorys
Ukończył technikum i rozpoczął pracę jako technik mechanik w Instytucie Ciężkiej Syntezy Organicznej w Kędzierzynie-Koźlu. W okresie PRL był członkiem ORMO oraz PZPR. Od 1975 roku był sekretarzem, zaś w 1976 roku został naczelnikiem Zdzieszowic. Następnie od przywrócenia samorządu gmin w 1990 roku co cztery lata wygrywał kolejne demokratyczne wybory na burmistrza, sprawując tę funkcję aż do swojej śmierci. Z ramienia komitetu Mniejszości Niemieckiej kandydował w 2001 roku do Senatu RP w okręgu wyborczym obejmującym województwo opolskie, a w 2005 i 2007 roku do Sejmu RP, także w okręgu opolskim. Od 1998 do 2002 był radnym z listy Mniejszości Niemieckiej do Sejmiku Województwa Opolskiego I kadencji. Został delegatem polskiej strony Parlamentu Euroregionu Pradziad z siedzibą w Prudniku.
W ostatnich latach życia był zaangażowany w kampanię o wprowadzenie gospodarczej autonomii Śląska. Protestował także przeciw możliwości przenoszenia formalnej siedziby przedsiębiorstwa w dowolne miejsce w świecie, w efekcie czego podatki dochodowe zamiast do budżetów wielu małych gmin trafiają do budżetu wielkich miast. Według jego słów składane przez niego propozycje reform miały na celu zapewnienie samorządom samowystarczalności finansowej. Jego poglądy spotkały się z protestami środowisk prawicowych, m.in. działacze partii PiS zorganizowali pikietę przed urzędem miejskim w Zdzieszowicach, domagając się ustąpienia Dietera Przewdzinga i twierdząc, że głosi tezy sprzeczne z Konstytucją RP. W grudniu 2013 roku złożyli także zawiadomienie o możliwości popełnienia przestępstwa nawoływania do separatyzmu. Dieter Przewdzing zaprzeczył oficjalnie, jakoby nawoływał do secesji jakiegokolwiek terytorium. Jego inicjatywę poparły natomiast samorządy kilku gmin i miast z województw śląskiego i opolskiego, przegłosowując specjalne uchwały popierające.
Wielokrotnie brał udział w pielgrzymce na Jasną Górę w Częstochowie – 14 listopada 2010 został przyjęty do grona Rycerstwa Orderu Jasnogórskiej Bogarodzicy. W dniu 11 października 2013 prorektor Państwowej Akademii Rolniczej w Połtawie profesor Oleg Gorb nadał mu w Opolu doktorat honoris causa.

## Morderstwo i pogrzeb
18 lutego 2014 roku przed godziną 19:00, w trakcie przygotowań do 70. rocznicy urodzin, zginął od ciosów zadanych ostrym narzędziem. Miał na ciele liczne obrażenia, zadane w taki sposób, by szybko się wykrwawił. Zwłoki zostały znalezione po godzinie 20:00 w domku w Krępnej. Następnego dnia prokuratura potwierdziła, że padł on ofiarą brutalnego zabójstwa. Mniejszość Niemiecka zaapelowała o specjalny nadzór nad śledztwem w sprawie śmierci Dietera Przewdzinga w związku z jego działalnością publiczną i przynależnością do mniejszości niemieckiej. Ruch Autonomii Śląska zaapelował, by tragiczna śmierć nie spowodowała zaostrzenia sporu o przyszłość regionu, podkreślając prawne podstawy działań burmistrza w dążeniu do gospodarczej autonomii Śląska.
22 lutego odbył się pogrzeb Dietera Przewdzinga. W uroczystości wzięło udział ponad trzy tysiące osób, w tym samorządowcy oraz mieszkańcy gminy. Został pochowany w grobie rodzinnym w Żyrowej.

## Życie prywatne
Był żonaty. Miał córkę i wnuki.

## Wybrane odznaczenia[16]
- 1997: Złoty Krzyż Zasługi[17]
- 2005: Krzyż Kawalerski Orderu Odrodzenia Polski[18]
- 2011 Brązowa Odznaka „Zasłużony dla Ochrony Przeciwpożarowej”[19]
- Medal Komisji Edukacji Narodowej
- Złoty Laur Umiejętności i Kompetencji
- Platynowy Laur Umiejętności
- Platynowy Laur „Pro Publico Bono”
- Odznaka Honorowa „Za zasługi dla Województwa Opolskiego”
- Odznaka Honorowa „Zasłużony dla Miasta i Gminy Zdzieszowice”
- 2010: Order Rycerstwa Jasnogórskiej Bogarodzicy
- 2013: Doktorat honoris causa Państwowej Akademii Rolniczej w Połtawie